# ستيفانو باتاغليا
ستيفانو باتاغليا (بالإيطالية: Stefano Battaglia)‏ هو عازف جاز وعازف بيانو وملحن إيطالي، ولد في 31 أغسطس 1965 في ميلانو في إيطاليا.

## وصلات خارجية
- الموقع الرسمي
- ستيفانو باتاغليا على موقع ميوزك برينز (الإنجليزية)
- ستيفانو باتاغليا على موقع أول ميوزيك (الإنجليزية)
- ستيفانو باتاغليا على موقع ديسكوغز (الإنجليزية)